# 天津俄租界工部局

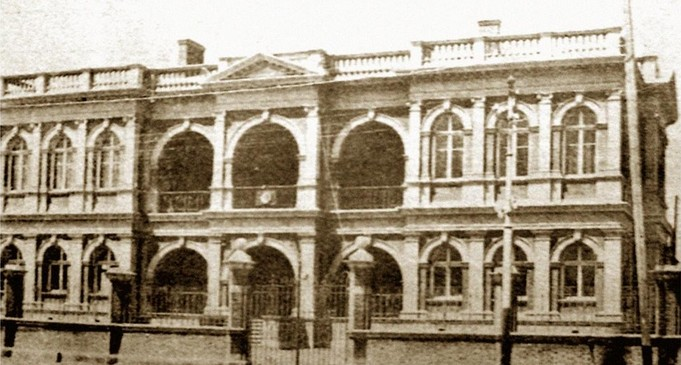
原天津俄租界工部局办公楼

天津俄租界工部局是设置于天津俄租界内的最高行政机构，也是天津俄租界董事会的执行机构，成立于清光绪二十九年（1903年），总部设在天津俄租界天津火车站附近的俄罗斯路（Россия-роуд）（后为一经路，现为天津站前广场）和波哥基洛夫路（Богота Кировской роуд）（后为二纬路，现为天津站前广场）交口处。

## 董事会
清光绪二十九年（1903年），俄国政府在天津俄租界天津火车站附近的俄罗斯路和波哥基洛夫路交口处建立了天津俄租界董事会。俄国驻天津总领事为天津俄租界董事会会长，俄租界董事设有5名，由天津俄租界内中俄两国居民选举而成，天津俄租界董事会的所有活动必须受到俄国驻北京公使的监督并可以行使否决权。此外，天津俄租界董事会还拥有在天津俄租界内购置房产的银行审查权，天津俄租界董事会不具备天津俄租界所有未出售土地的合法所有权。因此，天津俄租界董事会便没有资产来建设天津俄租界，其收入也仅限于税收。

## 执行机构
天津俄租界工部局作为天津俄租界董事会下属的市政管理执行机构内设三个处室，分别是：警务处、捐务处和工程处。其中，警务处设有警察和巡捕等组织负责天津俄租界内的治安。捐务处负责征收天津俄租界内的地捐和营业捐等。工程处主要负责天津俄租界内的土木建筑工程并有审批建筑蓝图和检验工程质量的权力。天津俄租界工部局的第一任工部局局长为惹勃拉斯基。

## 结束
1920年9月15日，北洋政府交涉署会同天津警察厅接收天津俄租界，在驻北京公使团干涉下，北洋政府同意天津俄租界工部局一切照旧运行，由中国代管。1924年8月6日，新成立的苏联政府正式还给北洋政府。改为天津特别行政区第三区，天津俄租界工部局宣告结束。

## 内部链接
- 工部局
- 天津俄租界
- 天津英租界工部局
- 天津法租界工部局